# Jaak Wellens
Jacques Henri (Jaak) Wellens (Hever, 18 november 1882 - 3 september 1966) was een Belgisch beeldhouwer en politicus voor de BWP.

## Levensloop
Wellens was een bescheiden beeldhouwer die weinig of geen sporen heeft nagelaten.
Hij sloot zich aan bij de Belgische Werkliedenpartij (BWP) en was van 1921 tot 1931 gemeenteraadslid van Mechelen. 
Hij werd socialistisch volksvertegenwoordiger voor het arrondissement Mechelen in januari 1928 ter opvolging van de overleden Auguste Van Landeghem en vervulde dit mandaat tot aan de wetgevende verkiezingen van 26 mei 1929. 